# Campagnac (Aveyron)
 Campagnac  (en occitano Campanhac) es una población y comuna francesa, situada en la región de Mediodía-Pirineos, departamento de Aveyron, en el distrito de Millau y cantón de Campagnac.

## Demografía
| 603 | 556 | 458 | 399 | 404 | 396 |
| Para los censos de 1962 a 1999 la población legal corresponde a la población sin duplicidades (Fuente: INSEE [Consultar]) |     |     |     |     |     |